# Publio Valerio Comazone Eutichiano
Publio Valerio Comazone Eutichiano (latino: Publius Valerius Comazon Eutychianus; fl. 218-220) è stato un militare e senatore romano dell'Impero, collaboratore dell'imperatore Eliogabalo.

## Biografia
Comazone era un commediante e un danzatore. Sotto l'imperatore Commodo iniziò la carriera militare in Tracia, come soldato semplice; in questo periodo fu punito dal governatore Tiberio Claudio Attalo Patercoliano, che lo inviò alle galee e che in seguito, una volta giunto al potere, mandò a morte.
A seguito dell'ascesa di Settimio Severo, Comazone fece rapidamente carriera, giungendo, nel 218, a essere il prefetto della Legio II Parthica, di stanza in Siria; si alleò allora con Gannys, tutore di Eliogabalo, nell'organizzazione del colpo di mano militare che destituì l'imperatore Macrino, uccidendolo, e mise sul trono il giovane membro della dinastia dei Severi.
Durante il regno di Eliogabalo, Comazone venne elevato al rango di cavaliere e ricevette la prefettura del pretorio, e persino i consularia ornamenta. Nel 220 divenne console ordinario, con Eliogabalo come collega; nello stesso anno ricevette la prefettura del pretorio per la seconda volta.
Malgrado il suo stretto legame con Eliogabalo, Comazone sopravvisse alla caduta del giovane imperatore, ottenendo dal suo successore Alessandro Severo la prefettura per la terza volta.
Il suo contemporaneo Cassio Dione Cocceiano afferma che Comazone fu praefectus urbi per tre volte, ma la cronologia di questa magistratura non è chiara; il parere del senatore e storico sul generale di umili origini non è lusinghiero: Cassio Dione afferma che Comazone era un personaggio viziato senza alcuna esperienza militare o nell'amministrazione civile, che malgrado ciò ottenne sia il consolato che la prefettura urbana.

### Fonti primarie
- Cassio Dione Cocceiano, Storia romana
- Erodiano, Storia dell'impero dopo Marco Aurelio

### Fonti secondarie
- PIR 1 V 42